# King Uncle
King Uncle (tłum. „Wujek król”) – bollywoodzki komediodramat rodzinny i musical wyreżyserowany w 1993 roku przez Rakesh Roshana. W rolach głównych znani indyjscy aktorzy Shah Rukh Khan i Jackie Shroff jako jego starszy brat. Film wykorzystuje motyw „Małego lorda” – przemiana zatwardziałego serca pod wpływem pogody duchowej dziecka.

## Fabuła
Przemysłowiec Ashok Bansal (Jackie Shroff) już jako dziecko zdecydował, że najważniejszy w życiu jest pieniądz. Teraz żyje w przepychu swojego ogromnego domu i cieszy się sławą bogacza. Zdobywając pieniądze zaniedbał jednak swoje relacje z rodziną. Nie może się porozumieć ze swoim młodszym rodzeństwem. Swojego brata Anila (Shah Rukh Khan) wyrzuca z domu, gdy ten się zakochuje, a siostrę Sunitę, kochającą skromnego nieśmiałego urzędnika, wydaje za mąż za zainteresowanego tylko jej pieniędzmi przedsiębiorcę Mallika (Dalip Tahir). Zabiegając o poprawę swojego wizerunku w prasie odwiedza on pewnego razu dom sierot prowadzony przez nadużywającą swej władzy alkoholiczkę Shanti. Mała Munna wykorzystuje tę szansę uciekając z domu dziecka do domu bogacza. Opryskliwy, szorstki i despotyczny Ashok zaczyna się pod wpływem dziewczynki zmieniać.

## Obsada
- Jackie Shroff – Ashok Bansal
- Shahrukh Khan – Anil Bansal
- Paresh Rawal – Pratap
- Deven Verma – Karim
- Nagma – Kavita
- Susmita Mukherjee – Shanti
- Dinesh Hingoo – Chunilal
- Anu Agarwal – Fenni
- Dalip Tahil – Pradeep Mallik
- Pooja Ruparel – Munna

## Muzyka filmowa
Twórcą muzyki i piosenek jest brat reżysera Rajesh Roshan, autor muzyki do takich filmów Rakesh Roshana jak: Karan Arjun 1995, Koyla 1997, Kaho Naa... Pyaar Hai 2000, Koi... Mil Gaya 2003 i Krrish 2006
1. "Akkad Bakkad Bombay Bo"
2. "Fenny Ne Mujhe Bulaya"
3. "Is Jahan Ki Nahi Hai"
4. "Khush Rehne Ko Zaroori"
5. "Tare Asmaan Ke Dharti Pe"

## O twórcach filmu
- Odtwórca głównej roli Jackie Shroff grał potem jeszcze z Shah Rukh Khanem (tu znajdującym się na początku swojej kariery) w Trimurti 1995 (też starszego brata), a w One 2 Ka 4 2001 i Devdas 2002 roku przyjaciela.
- W roku produkcji tego filmu wybijający się wówczas Shah Rukh Khan zagrał ponadto w Baazigar, Darr, Kabhi Haan Kabhi Naa. Rok ten stał się przełomowy w karierze sławnego dziś aktora. Za Baazigara otrzymał Nagrodę Filmfare dla Najlepszego Aktora, za Kabhi Haan Kabhi Naa – Nagrodę Filmfare Krytyków dla Najlepszego Aktora, a za rolę w filmie Darr został nominowany do Nagrody Filmfare za Najlepszą Rolę Negatywną
- Reżyser filmu będzie potem jeszcze dwukrotnie współpracował z Shah Rukh Khanem tworząc filmy Karan Arjun 1995 i Koyla 1997, potem zyska wielką popularność w Indiach dzięki filmom z udziałem swego syna Hrithik Roshana, który przy tej produkcji jest jego asystentem (Kaho Naa... Pyaar Hai 2000, Koi... Mil Gaya 2003 i Krrish 2006)
- Pooja Ruparel grająca dziewczynkę Munnę zagrała w filmie znanego reżysera indyjskiego Mani Ratnam Thiruda Thiruda